# Пантелей Греков
Пантелей Илиев Греков е български архитект, носител на званието „Заслужил архитект“ от 1977 година.

## Биография
Роден е в 1912 година в големия български македонски град Прилеп. В 1938 година завършва Дрезденското висше техническо училище при Ханс Фреезе. В 1944 година влиза в Българската работническа партия. От 1951 до 1957 година е директор на „Софпроект“. В 1962 - 1973 година е директор на Научноизследователския институт по градоустройство и архитектура. В 1966 година получава званието старши научен сътрудник I степен. В 1973 година става главен редактор на списание „Архитектура“. Занимава се предимно с жилището и жилищната среда.

## Трудове
- Многоетажни жилищни сгради от леки едри елементи, 1963
- Съдържание и архитектурно решение на градското жилище, 1969
- Архитектурата в социалистическа България, 1970, на руски
- Съображения за тенденциите в развитието на благоустройството, 1971[1]